# امیر عراقی
 امیر عراقی  بازیکن سابق فوتبال اهل ایران است. وی سابقه بازی در باشگاه فوتبال شاهین تهران را دارد.
وی سابقه ۷ بازی ملی نیز در کارنامه دارد.